# Szenegáli labdarúgó-bajnokság (első osztály)
A Senegal Premier League a szenegáli labdarúgó-bajnokságok legfelsőbb osztályának elnevezése. 1966-ban alapították és 16 csapat részvételével zajlik. A bajnok a bajnokok Ligájában indulhat.

## A 2011–2012-es bajnokság résztvevői
A csoport
- ASC Diambars (Saly)
- ASC Linguère (Saint-Louis)
- ASC Yakaar (Rufisque)
- CSS Richard-Toll (Diourbel)
- Dakar UC (Dakar)
- Guédiawaye FC (Dakar)
- US Gorée (Dakar)
- US Ouakam (Dakar)

B csoport
- AS Douanes (Dakar)
- AS Pikine (Pikine)
- ASC Dahra de Djolof (Dahra Djolof)
- ASC Jaraaf (Dakar)
- ASC Niarry-Tally (Dakar)
- ASC Yeggo (Dakar)
- Casa Sport (Ziguinchor)
- Touré Kounda Foot Pro (Mbour)

## Az eddigi bajnokok
| - 1960 : ASC Jeanne d'Arc (Dakar) - 1961–63 : ismeretlen - 1964 : Olympique Thiès - 1965 : ismeretlen - 1966 : Olympique Thiès - 1967 : Espoir Saint-Louis - 1968 : Foyer France (Dakar) - 1969 : ASC Jeanne d'Arc (Dakar) - 1970 : ASC Diaraf (Dakar) - 1971 : ASFA Dakar - 1972 : ASFA Dakar - 1973 : ASC Jeanne d'Arc (Dakar) - 1974 : ASFA Dakar - 1975 : ASC Diaraf (Dakar) - 1976 : ASC Diaraf (Dakar) - 1977 : ASC Diaraf (Dakar) - 1978 : US Gorée (Dakar) | - 1979 : AS Police (Dakar) - 1980 : SEIB (Diourbel) - 1981 : US Gorée (Dakar) - 1982 : ASC Diaraf (Dakar) - 1983 : SEIB (Diourbel) - 1984 : US Gorée (Dakar) - 1985 : ASC Jeanne d'Arc (Dakar) - 1986 : ASC Jeanne d'Arc (Dakar) - 1987 : SEIB (Diourbel) - 1988 : ASC Jeanne d'Arc (Dakar) - 1989 : ASC Diaraf (Dakar) - 1990 : UCST Port Autonome (Dakar) - 1991 : UCST Port Autonome (Dakar) - 1992 : ASEC Ndiambour (Louga) - 1993 : AS Douanes (Dakar) - 1994 : ASEC Ndiambour (Louga) - 1995 : ASC Diaraf (Dakar) | - 1996 : SONACOS (Diourbel) - 1997 : AS Douanes (Dakar) - 1998 : ASEC Ndiambour (Louga) - 1999 : ASC Jeanne d'Arc (Dakar) - 2000 : ASC Diaraf (Dakar) - 2001 : ASC Jeanne d'Arc (Dakar) - 2002 : ASC Jeanne d'Arc (Dakar) - 2003 : ASC Jeanne d'Arc (Dakar) - 2004 : ASC Diaraf (Dakar) - 2005 : UCST Port Autonome (Dakar) - 2006 : AS Douanes (Dakar) - 2007 : AS Douanes (Dakar) - 2008 : AS Douanes (Dakar) - 2009 : ASC Linguère (Saint-Louis) - 2010 : ASC Diaraf (Dakar) - 2011 : US Ouakam (Dakar) |

## Bajnoki címek eloszlása
| Klub                                       | Bajnoki címek |
| ------------------------------------------ | ------------- |
| ASC Diaraf (Dakar) [includes Foyer France] | 11            |
| ASC Jeanne d'Arc (Dakar)                   | 10            |
| AS Douanes (Dakar)                         | 5             |
| SONACOS (Diourbel) [includes SEIB]         | 4             |
| ASFA Dakar                                 | 3             |
| US Gorée                                   | 3             |
| ASEC Ndiambour                             | 3             |
| UCST Port Autonome (Dakar)                 | 3             |
| Olympique Thiès                            | 2             |
| AS Police (Dakar)                          | 1             |
| Espoir Saint-Louis                         | 1             |
| ASC Linguère                               | 1             |
| US Ouakam                                  | 1             |

## Külső hivatkozások
- Információk az RSSSF honlapján
- Információk Archiválva 2012. június 20-i dátummal a Wayback Machine-ben a FIFA honlapján